# Alungeni
Alungeni (węg. Futásfalva) – wieś w Rumunii, w okręgu Covasna, w gminie Turia. W 2011 roku liczyła 350 mieszkańców.